# 宇佐川晶子
宇佐川 晶子（うさがわ あきこ、1952年1月21日 - ）は、日本の翻訳家。本姓・村上。

## 経歴
東京都生まれ。1974年、立教大学英米文学科卒業。1974年から1976年までチャールズ・モリ・タトル商会(現・タトル・モリ・エージェンシー)に勤務、のち翻訳家として独立。
SF、推理小説、ファンタジーなどを多く翻訳している。

## 翻訳
- 『生と死の支配者』（ロバート・シルヴァーバーグ、ハヤカワ文庫） 1979
- 『ラッシー』（ロバート・ウィーバーカ、早川書房） 1979、のち文庫
- 『宝石世界へ』（テッド・ホワイト、ハヤカワ文庫） 1979
- 『驚異のスパイダーマン』1 - 2（レン・ウィーン,マーヴ・ウルフマン、ハヤカワ文庫） 1980 - 1981
- 『キング・コングのライヴァルたち』（マイケル・パリー編、ハヤカワ文庫） 1980
- 『ペテン師どもに乾杯』（ロビン・ムーア、ハヤカワ文庫） 1980
- 『超人ハルク対スパイダーマン』（ポール・クパーバーグ、ハヤカワ文庫） 1981
- 「色褪せた太陽」三部作（C・J・チェリイ、ハヤカワ文庫） 1982
『ケスリス』 1982
『ションジル』 1982
『クタス』 1982
- 『血は異ならず』（ゼナ・ヘンダースン、深町真理子共訳、ハヤカワ文庫） 1982
- 「野獣の書」三部作（ロバート・ストールマン、ハヤカワ文庫）
『孤児』 1983
『虜囚』 1983
『野獣』 1983
- 『星々からの歌』（ノーマン・スピンラッド、ハヤカワ文庫） 1985
- 『ダウンビロウ・ステーション』（C・J・チェリイ、深町真理子共訳、ハヤカワ文庫） 1985
- 『三つの魔法』（ジェイン・ヨーレン、ハヤカワ文庫） 1985
- 『魔界の盗賊』（マイクル・シェイ、ハヤカワ文庫） 1985
- 『気まぐれな仮面』（フィリップ・ホセ・ファーマー、ハヤカワ文庫） 1985
- 『アガサ・クリスティーの生涯』（ジャネット・モーガン、深町真理子共訳、早川書房） 1987
- 『無限コンチェルト』（グレッグ・ベア、ハヤカワ文庫） 1987
- 『蛇の魔術師』（グレッグ・ベア、ハヤカワ文庫） 1988
- 『がんばれチャーリー』（ポール・アンダースン,ゴードン・R・ディクスン、ハヤカワ文庫） 1988
- 『妖精写真』（スティーヴ・シラジー、早川書房） 1994
- 『ロリの静かな部屋 分裂病に囚われた少女の記録』（ロリ・シラー,アマンダ・ベネット、早川書房） 1995、のち文庫
- 『埋葬された涙』（タビサ・キング、新潮文庫） 1995
- 『旅するサイコセラピスト 特別な患者たちのその後を訪ねて』（ロバート・U・アカレット、早川書房） 1997
- 『イタリア・トスカーナの休日』（フランシス・メイズ、早川書房） 1998
- 『わたしたちが天国について知るすべて』（アンナ・タトル・ヴィレガス、集英社） 1999
- 『Fとの秘密』（エヴァン・ジムロス、早川書房） 1999
- 『眠れる森の惨劇』（ルース・レンデル、角川文庫） 2000
- 『父に捧げる歌』（ルース・バーミングハム、ハヤカワ・ミステリ文庫） 2000
- 『シミソラ』（ルース・レンデル、角川文庫） 2001
- 『憎しみの子ども ヴェトナム戦争後のもうひとつの悲劇』（キエン・グエン、早川書房） 2001
- 『世にも不幸なおとぎ話』（ステラ・ダフィ、アーティストハウス） 2002
- 『ピーチツリー探偵社』（ルース・バーミングハム、ハヤカワ・ミステリ文庫） 2002
- 『パリから月まで』（アダム・ゴプニク、アップオン） 2003
- 『サラマンダー 無限の書』（トマス・ウォートン、早川書房） 2003
- 『おしゃべりな手紙たち』（ポーラ・ダンジガー,アン・M・マーティン、早川書房、ハリネズミの本箱） 2004
- 『18年めの奇跡』（D・L・スミス、光文社） 2004
- 『愛の探偵たち』（アガサ・クリスティー、ハヤカワ文庫） 2004
- 『こんにちはアン』（バッジ・ウィルソン、新潮文庫） 2008
- 『ヒルダよ眠れ』（アンドリュウ・ガーヴ、ハヤカワ・ミステリ文庫） 2008
- 『レクイエムの夜』（レベッカ・キャントレル、ハヤカワ・ミステリ文庫） 2010
- 「トマス・クロムウェル」三部作（ヒラリー・マンテル、早川書房）
『ウルフ・ホール』 2011
『罪人を召し出せ』 2013
『鏡と光』 2021
- 『夜のサーカス』（エリン・モーゲンスターン、早川書房） 2012
- 『ありふれた祈り』（ウィリアム・ケント・クルーガ、早川書房、HAYAKAWA POCKET MYSTERY BOOKS） 2014.12、のち文庫
- 『ノア・P・シングルトンの告白』（エリザベス・L・シルヴァー、ハヤカワ・ミステリ文庫） 2015.2
- 『蛇の書』（ジェシカ・コーンウェル、ハヤカワ文庫） 2016.8
- 『暗い暗い森の中で』（ルース・ウェア、ハヤカワ文庫） 2017.6
- 『エヴァンズ家の娘』（ヘザー・ヤング、早川書房、HAYAKAWA POCKET MYSTERY BOOKS） 2018.3
- 『モスクワの伯爵』（エイモア・トールズ、早川書房） 2019.5
- 『夕陽の道を北へゆけ』（ジャニーン・カミンズ、早川書房） 2020.2
- 『賢者たちの街』（エイモア・トールズ、早川書房） 2020.6

### ナンシー・ピカード
- 『恋人たちの小道』（ナンシー・ピカード、ハヤカワ・ミステリ文庫） 1991
- 『死者は惜しまない』（ナンシー・ピカード、ハヤカワ・ミステリ文庫） 1992
- 『結婚は命がけ』（ナンシー・ピカード、ハヤカワ・ミステリ文庫） 1992
- 『愛しのわが家』（ナンシー・ピカード、ハヤカワ・ミステリ文庫） 1993
- 『虹の彼方に』（ナンシー・ピカード、ハヤカワ・ミステリ文庫） 1994
- 『悲しみにさよなら』（ナンシー・ピカード、ハヤカワ・ミステリ文庫） 1994
- 『特製チリコンカルネの殺人』（ナンシー・ピカード、ハヤカワ・ミステリ文庫） 1995
- 『涙のマンハッタン』（ナンシー・ピカード、ハヤカワ・ミステリ文庫） 1996
- 『夢からさめても』（ナンシー・ピカード、ハヤカワ・ミステリ文庫） 1998
- 『扉をあけて』（ナンシー・ピカード、ハヤカワ・ミステリ文庫） 1999
- 『狂った真実』（ナンシー・ピカード、ハヤカワ・ミステリ文庫） 2001
- 『凍てついた墓碑銘』（ナンシー・ピカード、ハヤカワ・ミステリ文庫） 2009

### メアリ・H・クラーク
- 『オルゴールの鳴る部屋で』（メアリ・H・クラーク、新潮文庫） 1996
- 『あなたに会いたくて』（メアリ・H・クラーク、新潮文庫） 1997
- 『リメンバー・ハウスの闇のなかで』（メアリ・H・クラーク、新潮文庫） 1999
- 『小さな星の奇蹟』（メアリ・H・クラーク、新潮文庫） 1999
- 『月夜に墓地でベルが鳴る』（メアリ・H・クラーク、新潮文庫） 2001
- 『君ハ僕ノモノ』（メアリ・H・クラーク、新潮文庫） 2002
- 『さよならを言う前に』（メアリ・H・クラーク、新潮文庫） 2003
- 『誘拐犯はそこにいる』（メアリ・H&キャロル・H・クラーク、新潮文庫） 2003
- 『消えたニック・スペンサー』（メアリ・H・クラーク、新潮文庫） 2005
- 『20年目のクラスメート』（メアリ・H・クラーク、新潮文庫） 2006

### デイヴィッド・エディングス
- 「ベルガリアード物語」（デイヴィッド・エディングス、ハヤカワ文庫）
  - 『予言の守護者』 1988

- 「マロリオン物語」（デイヴィッド・エディングス、ハヤカワ文庫）
旧版
『西方の守護者』 1990
『熊神教徒の逆襲』 1990
『マーゴスの王』 1990
『禁じられた呪文』 1990
『疫病帝国』 1991
『カランダの魔神』 1991
『メルセネの錬金術師』 1991
『ダーシヴァの魔女』 1991
『ケルの女予言者』 1991
『宿命の戦い』 1992
新版
『西方の大君主』 2006
『砂漠の狂王』 2006
『異形の道化師』 2006
『闇に選ばれし魔女』 2006
『宿命の子ら』 2006

- 「タムール記」（デイヴィッド・エディングス、ハヤカワ文庫）
  - 『聖騎士スパーホーク』 1995
  - 『炎の天蓋』 1995
  - 『青き薔薇の魔石』 1996
  - 『暗黒の魔術師』 1996
  - 『冥界の魔戦士』 1996
  - 『天と地の戦い』 1997

- 「女魔術師ポルガラ」（デイヴィッド&リー・エディングス、ハヤカワ文庫）
  - 『運命の姉妹』 2005
  - 『貴婦人の薔薇』 2005
  - 『純白の梟』 2005

- 「魔術師ベルガラス」（デイヴィッド&リー・エディングス、ハヤカワ文庫）
  - 『銀狼の花嫁』 2005
  - 『魔術師の娘』 2005
  - 『王座の血脈』 2005

- 「ドラル国戦史」（デイヴィッド&リー・エディングス、ハヤカワ文庫）　
  - 『四方を統べる神』 2007
  - 『蛇民の兵団』 2007
  - 『神託の夢』 2008
  - 『峡谷の昆虫人』 2008
  - 『水晶砦の攻防』 2008
  - 『不死なる侵略者』 2008
  - 『高峰の決戦』 2008
  - 『新しき神々』 2009

- 「アルサラスの贖罪」（デイヴィッド&リー・エディングス、ハヤカワ文庫)
  - 『黒猫の家』 2009
  - 『女王と軍人』 2009
  - 『善と悪の決戦』 2010

### 「スペルシンガー・サーガ」
- 「スペルシンガー・サーガ」（アラン・ディーン・フォスター、ハヤカワ文庫）
  - 『スペルシンガー』 1993
  - 『救世の使者』 1993
  - 『頭の痛い魔法使い』 1994
  - 『わがままな魔術師 』1998
  - 『不機嫌な魔界の旅人』 1998
  - 『困りものの魔法の楽器』 1999

### 「世にも不幸なできごと」
- 「世にも不幸なできごと」（レモニー・スニケット、草思社）
  - 『最悪のはじまり』 2001
  - 『爬虫類の部屋にきた』 2001
  - 『大きな窓に気をつけろ』 2002
  - 『残酷な材木工場』 2002
  - 『おしおきの寄宿学校』 2002
  - 『まやかしエレベーター』 2003
  - 『鼻持ちならない村』 2004
  - 『敵意ある病院』 2004
  - 『肉食カーニバル』 2005
  - 『つるつるスロープ』 2006
  - 『ぶきみな岩屋』 2006
  - 『終わりから二番めの危機』 2007
  - 『終わり』 2008

## 参考
- 文藝年鑑2007

| スタブアイコン | サブスタブ | この項目は、まだ閲覧者の調べものの参照としては役立たない、文人（小説家・詩人・歌人・俳人・作詞家・作家・放送作家・随筆家（コラムニスト）・文芸評論家）に関連した書きかけの項目です。この項目を加筆・訂正などしてくださる協力者を求めています（P:文学/PJ:作家）。 |